# Línea 410B (CTAZ)
La línea 410B es una línea circular del Consorcio de Transportes del Área de Zaragoza (CTAZ). Realiza el recorrido comprendido entre Zaragoza y Cuarte de Huerva.
Circula en el sentido contrario del círculo que la Línea 410. La línea 410B refuerza a la 410 entre semana, ya que en fines de semana o festivos no funciona. 
Tiene una frecuencia de entre 15 y 60 minutos..
Fue creada en el año 2015 para reforzar la línea 410 al aumentar la población de la zona.

## Recorrido
Carlos V, Vía Ibérica, Ctra. Valencia, Avenida del Rosario, Europa, Avenida San José (Cuarte),Cuarte, Urbanización Britania, Santa Fé, Ctra. Valencia, Vía Ibérica, Carlos V

## Frecuencias
| Lunes a viernes laborables |                    |
| De 6:00 a 8:00             | cada 15-45 minutos |
| De 8:00 a 22:30            | cada 60 minutos    |